# Castelo (Espírito Santo)
Castelo is een gemeente in de Braziliaanse deelstaat Espírito Santo. De gemeente telt 33.212 inwoners (schatting 2009).
De gemeente grenst aan Cachoeiro de Itapemirim, Conceição do Castelo, Venda Nova do Imigrante, Domingos Martins, Vargem Alta, Muniz Freire en Alegre.

## Geboren in Castelo
- Jorginho Carvoeiro (1953-1977), voetballer
- Renato Casagrande (1960), gouverneur van Espírito Santo